# Tyskland vid världsmästerskapen i simsport 2024
Tyskland tävlade vid världsmästerskapen i simsport 2024 i Doha i Qatar mellan den 2 och 18 februari 2024. Tyskland hade en trupp på 46 idrottare, varav 18 kvinnor och 18 män.

## Medaljörer
| Medalj | Namn              | Sport   | Gren                         | Datum       |
| ------ | ----------------- | ------- | ---------------------------- | ----------- |
| Guld   | Angelina Köhler   | Simning | Damernas 100 meter fjärilsim | 12 februari |
| Silver | Isabel Gose       | Simning | Damernas 800 meter frisim    | 17 februari |
| Silver | Florian Wellbrock | Simning | Herrarnas 1 500 meter frisim | 18 februari |
| Brons  | Lukas Märtens     | Simning | Herrarnas 400 meter frisim   | 11 februari |
| Brons  | Isabel Gose       | Simning | Damernas 400 meter frisim    | 11 februari |
| Brons  | Isabel Gose       | Simning | Damernas 1 500 meter frisim  | 13 februari |

## Tävlande per sport
Följande är en lista över antalet tävlande per sport.
| Sport                | Herrar | Damer | Totalt |
| -------------------- | ------ | ----- | ------ |
| Höghoppning          | 0      | 3     | 3      |
| Konstsim             | 0      | 3     | 3      |
| Simhopp              | 7      | 7     | 14     |
| Simning              | 7*     | 2     | 9*     |
| Öppet vatten-simning | 3*     | 3     | 6*     |
| Totalt               | 18     | 18    | 36     |

* Florian Wellbrock tävlade i både öppet vatten-simning och bassängsimning.

## Höghoppning
| Idrottare        | Gren              | Poäng       | Placering   |
| ---------------- | ----------------- | ----------- | ----------- |
| Manuel Halbisch  | Herrarnas tävling | 218,30      | 22          |
| Tim Thesing      | Herrarnas tävling | Drog sig ur | Drog sig ur |
| Anna Bader       | Damernas tävling  | 291,80      | 6           |
| Maike Halbisch   | Damernas tävling  | 196,35      | 15          |
| Iris Schmidbauer | Damernas tävling  | Drog sig ur | Drog sig ur |

## Konstsim
Damer
| Idrottare                   | Gren                 | Kval     | Kval      | Final            | Final            |
| Idrottare                   | Gren                 | Poäng    | Placering | Poäng            | Placering        |
| --------------------------- | -------------------- | -------- | --------- | ---------------- | ---------------- |
| Klara Bleyer                | Tekniskt soloprogram | 231,8401 | 9 Q       | 237,1333         | 5                |
| Klara Bleyer                | Fritt soloprogram    | 206,9958 | 10 Q      | 230,8894         | 5                |
| Johanna Bleyer Klara Bleyer | Tekniskt parprogram  | 204,9199 | 22        | Gick inte vidare | Gick inte vidare |
| Klara Bleyer Susana Rovner  | Fritt parprogram     | 186,8874 | 15        | Gick inte vidare | Gick inte vidare |

## Simhopp
Herrar
| Idrottare                      | Gren                   | Kval   | Kval      | Semifinal        | Semifinal        | Final            | Final            |
| Idrottare                      | Gren                   | Poäng  | Placering | Poäng            | Placering        | Poäng            | Placering        |
| ------------------------------ | ---------------------- | ------ | --------- | ---------------- | ---------------- | ---------------- | ---------------- |
| Lars Rüdiger                   | 1 m svikt              | 328,55 | 13        | —                | —                | Gick inte vidare | Gick inte vidare |
| Alexander Lube                 | 3 m svikt              | 387,05 | 10 Q      | 335,45           | 18               | Gick inte vidare | Gick inte vidare |
| Moritz Wesemann                | 3 m svikt              | 412,45 | 5 Q       | 392,50           | 10 Q             | 433,75           | 7                |
| Luis Avila Sanchez             | 10 m plattform         | 272,20 | 38        | Gick inte vidare | Gick inte vidare | Gick inte vidare | Gick inte vidare |
| Jaden Eikermann                | 10 m plattform         | 351,60 | 24        | Gick inte vidare | Gick inte vidare | Gick inte vidare | Gick inte vidare |
| Alexander Lube Moritz Wesemann | Parhopp 3 m svikt      | —      | —         | —                | —                | 328,62           | 16               |
| Timo Barthel Jaden Eikermann   | Parhopp 10 m plattform | —      | —         | —                | —                | 373,71           | 7                |

Damer
| Idrottare                     | Gren                   | Kval   | Kval      | Semifinal | Semifinal | Final            | Final            |
| Idrottare                     | Gren                   | Poäng  | Placering | Poäng     | Placering | Poäng            | Placering        |
| ----------------------------- | ---------------------- | ------ | --------- | --------- | --------- | ---------------- | ---------------- |
| Jette Müller                  | 1 m svikt              | 236,95 | 8 Q       | —         | —         | 253,70           | 4                |
| Saskia Oettinghaus            | 1 m svikt              | 203,90 | 28        | —         | —         | Gick inte vidare | Gick inte vidare |
| Lena Hentschel                | 3 m svikt              | 267,45 | 12 Q      | 282,15    | 9 Q       | 289,95           | 6                |
| Saskia Oettinghaus            | 3 m svikt              | 268,65 | 11 Q      | 241,35    | 15        | Gick inte vidare | Gick inte vidare |
| Pauline Pfeif                 | 10 m plattform         | 267,90 | 17 Q      | 278,20    | 10 Q      | 277,60           | 10               |
| Christina Wassen              | 10 m plattform         | 295,70 | 10 Q      | 266,40    | 14        | Gick inte vidare | Gick inte vidare |
| Lena Hentschel Jette Müller   | Parhopp 3 m svikt      | —      | —         | —         | —         | 273,93           | 6                |
| Christina Wassen Elena Wassen | Parhopp 10 m plattform | —      | —         | —         | —         | 277,98           | 7                |

Mixat
| Idrottare                                                | Gren                   | Final  | Final     |
| Idrottare                                                | Gren                   | Poäng  | Placering |
| -------------------------------------------------------- | ---------------------- | ------ | --------- |
| Alexander Lube Jana Rother                               | Parhopp 3 m svikt      | 257,64 | 9         |
| Tom Waldsteiner Elena Wassen                             | Parhopp 10 m plattform | 291,42 | 5         |
| Timo Barthel Lena Hentschel Elena Wassen Moritz Wesemann | Lagtävling             | 362,05 | 4         |

## Simning
Herrar
| Idrottare         | Gren           | Heat     | Heat      | Semifinal | Semifinal | Final            | Final            |
| Idrottare         | Gren           | Tid      | Placering | Tid       | Placering | Tid              | Placering        |
| ----------------- | -------------- | -------- | --------- | --------- | --------- | ---------------- | ---------------- |
| Ole Braunschweig  | 50 m ryggsim   | 24,94    | 8 Q       | 24,74     | 8 Q       | 24,74            | 5                |
| Ole Braunschweig  | 100 m ryggsim  | 54,10    | 12 Q      | 53,89     | 11        | Gick inte vidare | Gick inte vidare |
| Melvin Imoudu     | 50 m bröstsim  | 26,91    | 6 Q       | 27,06     | 9         | Gick inte vidare | Gick inte vidare |
| Melvin Imoudu     | 100 m bröstsim | 59,72    | 8 Q       | 1.00,08   | 14        | Gick inte vidare | Gick inte vidare |
| Lukas Märtens     | 200 m frisim   | 1.45,74  | 1 Q       | 1.45,21   | 3 Q       | 1.45,33          | 4                |
| Lukas Märtens     | 400 m frisim   | 3.44,77  | 2 Q       | —         | —         | 3.42,96          | 3                |
| Lukas Märtens     | 200 m ryggsim  | 1.58,45  | 10 Q      | 1.58,24   | 13        | Gick inte vidare | Gick inte vidare |
| Lucas Matzerath   | 50 m bröstsim  | 27,40    | 13 Q      | 27,01     | 6 Q       | 26,80            | 5                |
| Lucas Matzerath   | 100 m bröstsim | 59,43    | 5 Q       | 59,30     | 5 Q       | 59,37            | 7                |
| Rafael Miroslaw   | 200 m frisim   | 1.45,89  | 2 Q       | 1.45,95   | 6 Q       | 1.45,84          | 5                |
| Sven Schwarz      | 400 m frisim   | 3.47,82  | 16        | —         | —         | Gick inte vidare | Gick inte vidare |
| Sven Schwarz      | 800 m frisim   | 7.46,95  | 3 Q       | —         | —         | 7.44,29          | 4                |
| Sven Schwarz      | 1 500 m frisim | 14.53,08 | 5 Q       | —         | —         | 14.47,89         | 6                |
| Florian Wellbrock | 800 m frisim   | 7.48,17  | 10        | —         | —         | Gick inte vidare | Gick inte vidare |
| Florian Wellbrock | 1 500 m frisim | 14.48,43 | 1 Q       | —         | —         | 14.44,61         | 2                |

Damer
| Idrottare       | Gren            | Heat       | Heat      | Semifinal        | Semifinal        | Final            | Final            |
| Idrottare       | Gren            | Tid        | Placering | Tid              | Placering        | Tid              | Placering        |
| --------------- | --------------- | ---------- | --------- | ---------------- | ---------------- | ---------------- | ---------------- |
| Isabel Gose     | 400 m frisim    | 4.05,48    | 3 Q       | —                | —                | 4.02,39 0NR0     | 3                |
| Isabel Gose     | 800 m frisim    | 8.26,49    | 1 Q       | —                | —                | 8.17,53          | 2                |
| Isabel Gose     | 1 500 m frisim  | 16.10,60   | 2 Q       | —                | —                | 15.57,55         | 3                |
| Angelina Köhler | 50 m frisim     | 25,47      | 20        | Gick inte vidare | Gick inte vidare | Gick inte vidare | Gick inte vidare |
| Angelina Köhler | 50 m fjärilsim  | 25,92      | 6 Q       | 25,98            | 8 QO             | 25,71            | 5                |
| Angelina Köhler | 100 m fjärilsim | 56,41 0NR0 | 1 Q       | 56,11 0NR0       | 1 Q              | 56,28            | 1                |

## Öppet vatten-simning
Herrar
| Idrottare         | Gren  | Tid       | Placering |
| ----------------- | ----- | --------- | --------- |
| Oliver Klemet     | 5 km  | 51.36,4   | 8         |
| Oliver Klemet     | 10 km | 1:48.32,3 | 11        |
| Florian Wellbrock | 5 km  | 51.36,7   | 9         |
| Florian Wellbrock | 10 km | 1:49.59,0 | 29        |

Damer
| Idrottare         | Gren  | Tid       | Placering |
| ----------------- | ----- | --------- | --------- |
| Leonie Beck       | 5 km  | 57.56,6   | 14        |
| Leonie Beck       | 10 km | 1:58.11,8 | 20        |
| Jeannette Spiwoks | 5 km  | 58.03,3   | 16        |
| Jeannette Spiwoks | 10 km | 1:57.46,0 | 16        |

Mixat
| Idrottare                                             | Gren       | Tid       | Placering |
| ----------------------------------------------------- | ---------- | --------- | --------- |
| Leonie Beck Oliver Klemet Celine Rieder Arne Schubert | Lagtävling | 1:04.11,6 | 4         |